# Dobšiná
Dobšiná (allemand : Dobschau ; hongrois : Dobsina, latin : Dobsinium) est une vieille ville minière de la région de Košice, en Slovaquie, dans l'ancien comitat hongrois Gemer. Sa population est de 5 148 habitants.
La ville se trouve à proximité du parc national du Paradis Slovaque.

## Histoire
La première mention écrite de la ville date de 1326.

## Démographie

### Évolution de la population
| Année:               | 1994. | 2004.   | 2014.    | 2024.   |
| -------------------- | ----- | ------- | -------- | ------- |
| Nombre de personnes: | 4695  | 5103    | 5671     | 5169    |
| Différence:          |       | +8,69 % | +11,13 % | -8,85 % |

| Année:               | 2023. | 2024.   |
| -------------------- | ----- | ------- |
| Nombre de personnes: | 5154  | 5169    |
| Différence:          |       | +0,29 % |

## Patrimoine
La grotte de glace de Dobšiná, classée patrimoine naturel mondial par l'UNESCO se situe à proximité.

## Jumelages
- Šternberk (Tchéquie) depuis 1997
- Teistungen (Allemagne) depuis 1999
- Sajószentpéter (Hongrie) depuis 2000
- Kobiór (Pologne) depuis 2007
- Rudabánya (Hongrie) depuis 2011